# Kunstjahr 1856
Liste der Kunstjahre

Kunstjahr 1856 | 1857 | 1858 | 1859 | 1860 | ► | ►►

Weitere Ereignisse
Dieser Artikel behandelt das Kunstjahr 1856.

## Ereignisse

### Architektur

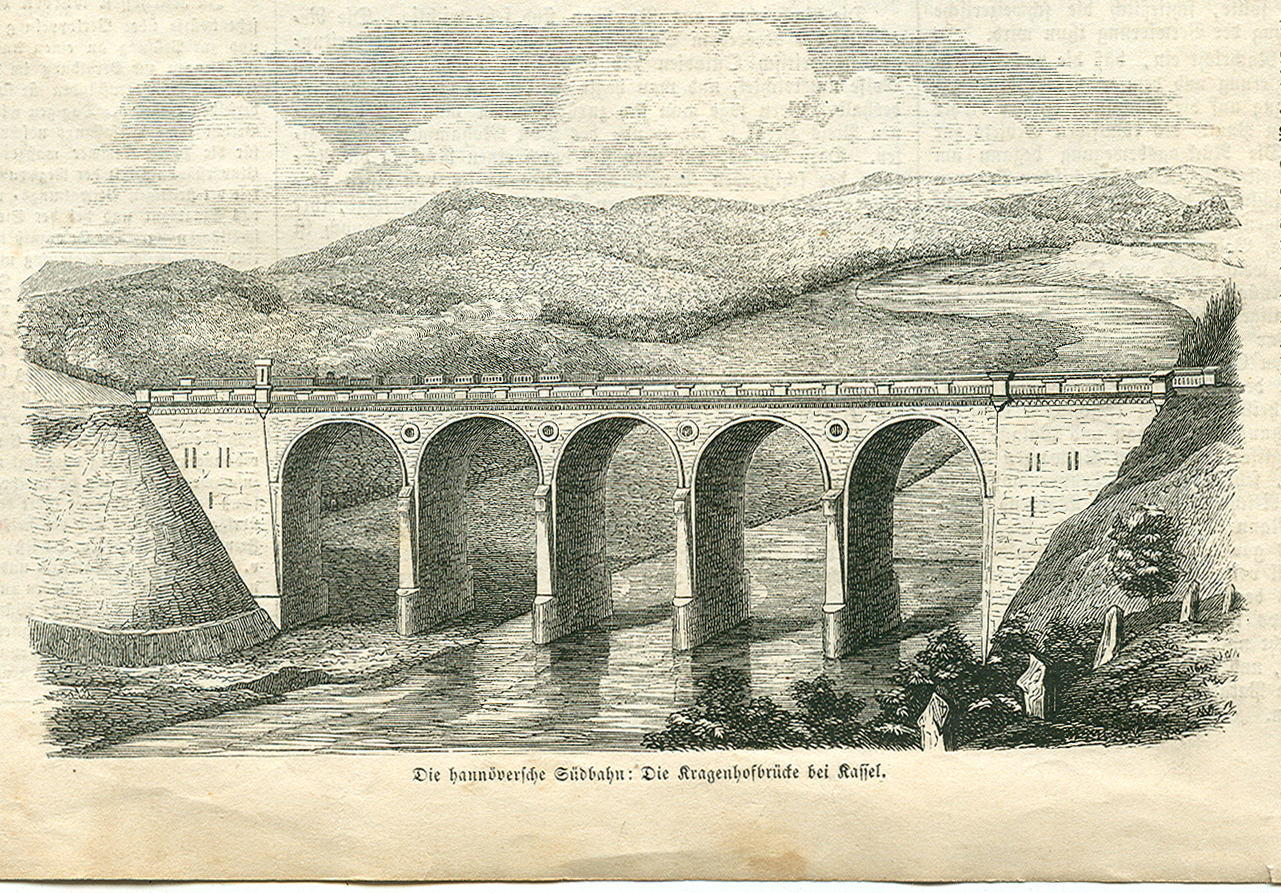
1856: Die hannöversche Südbahn: Die Kragenhofbrücke bei Kassel;
Holzstich aus der Illustrirten Zeitung

- 8. Mai: Die Dransfelder Rampe, Teil der Hannöverschen Südbahn, wird eröffnet. Am 23. September wird auch der Volkmarshäuser Tunnel dem Verkehr übergeben.
- 25. August: In Montevideo eröffnet das im Stil des historistischen Eklektizismus erbaute Teatro Solís.

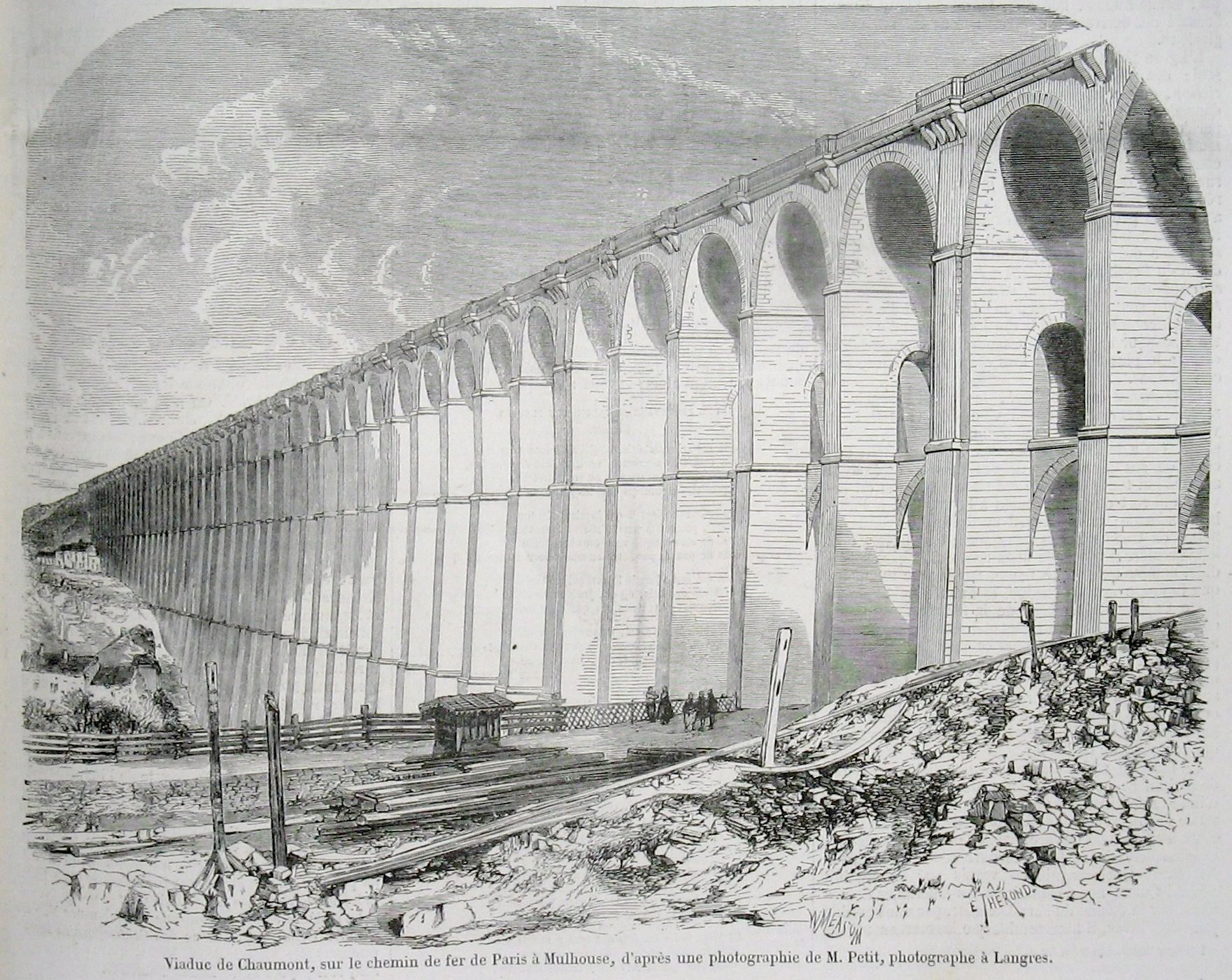
Das Viadukt von Chaumont 1857

- 25. November: Das von den Chemins de fer de l’Est in Auftrag gegebene Viadukt von Chaumont wird als Teil der Bahnstrecke Paris–Mulhouse fertiggestellt. Es besteht aus Natursteinmauerwerk, umfasst drei Etagen und gehört zu den bedeutendsten Viadukten des 19. Jahrhunderts in Europa.

### Druck
Der japanische Künstler Utagawa Hiroshige beginnt mit der Farbholzschnittserie 100 berühmte Ansichten von Edo, an der er bis zu seinem Tod 1858 arbeiten wird. 

### Malerei
Der aus der Karibik stammende junge Maler Camille Pissarro malt in Paris, vermutlich in dem Atelier Anton Melbyes am Montmartre, mit Öl auf Leinwand Zwei Frauen am Meer ins Gespräch vertieft, St. Thomas. Es zeigt zwei Frauen auf einem Strandweg vor einer karibischen Küstenlandschaft, die sich im Sonnenschein entspannt miteinander austauschen. Das Bild ist Teil einer Gruppe von insgesamt neun signierten Werken mit „tropischen“ Motiven aus dem Jahr 1856.

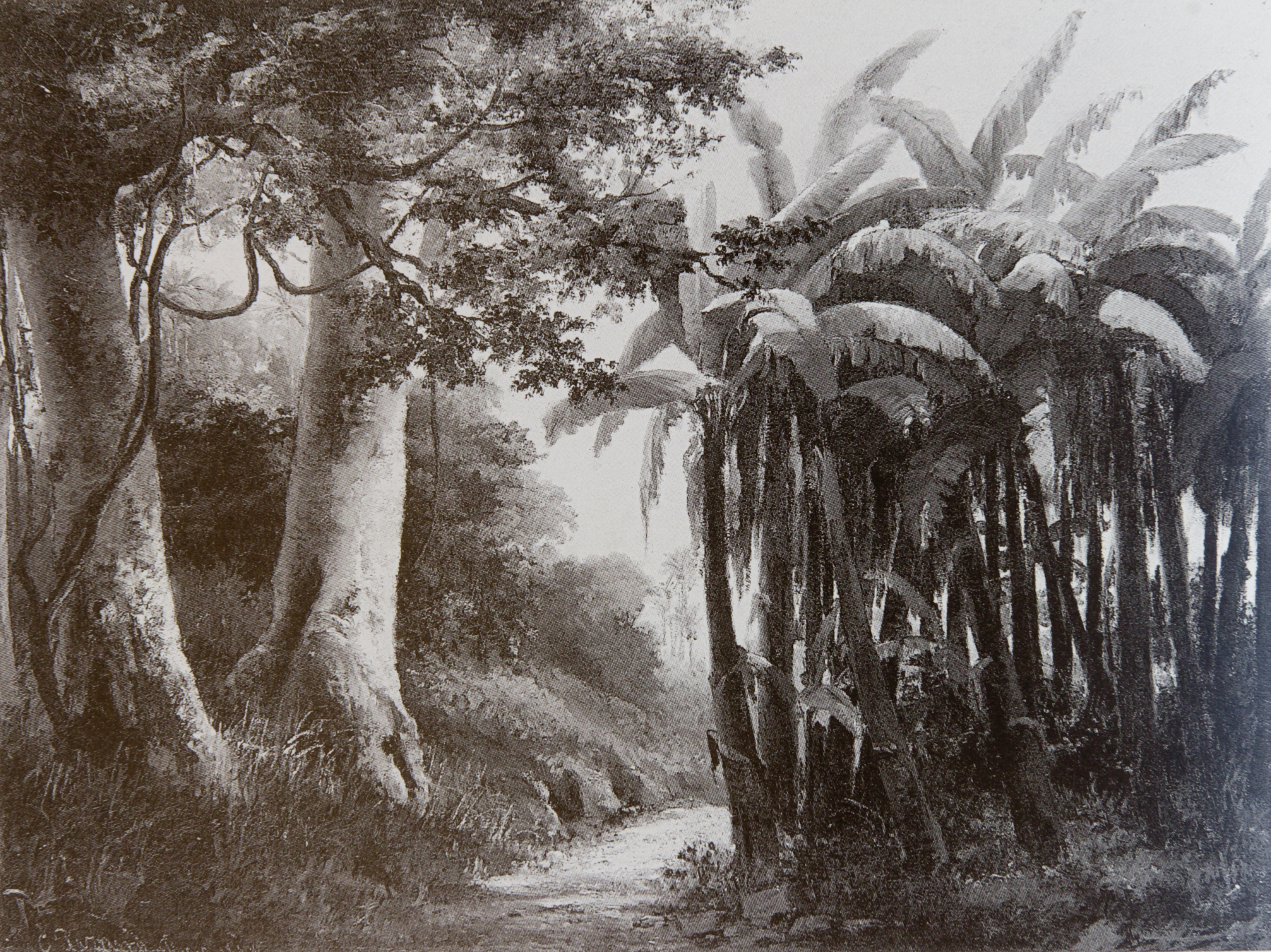
Forêt tropicale
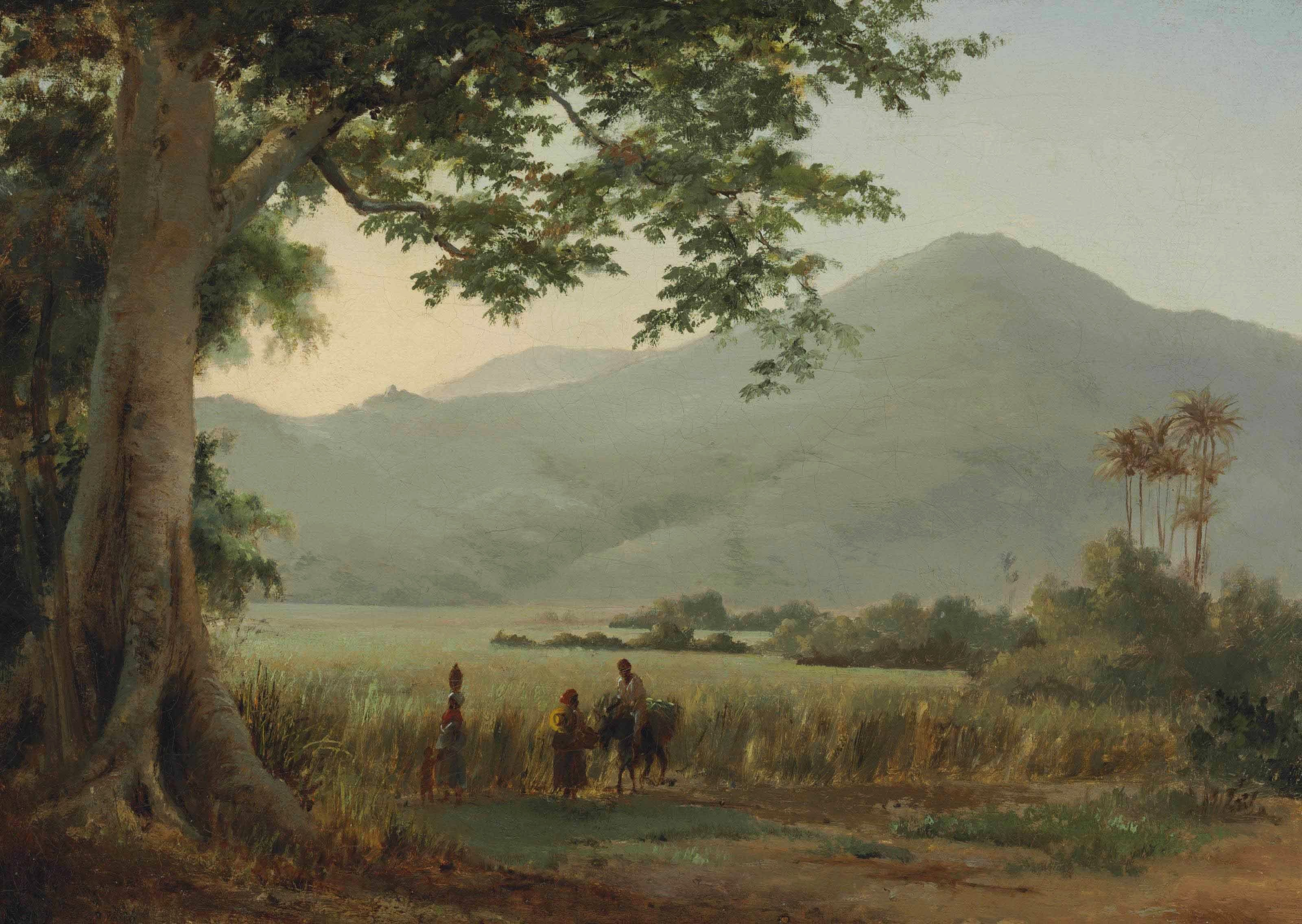
Personnages discutant au bord d’un chemin
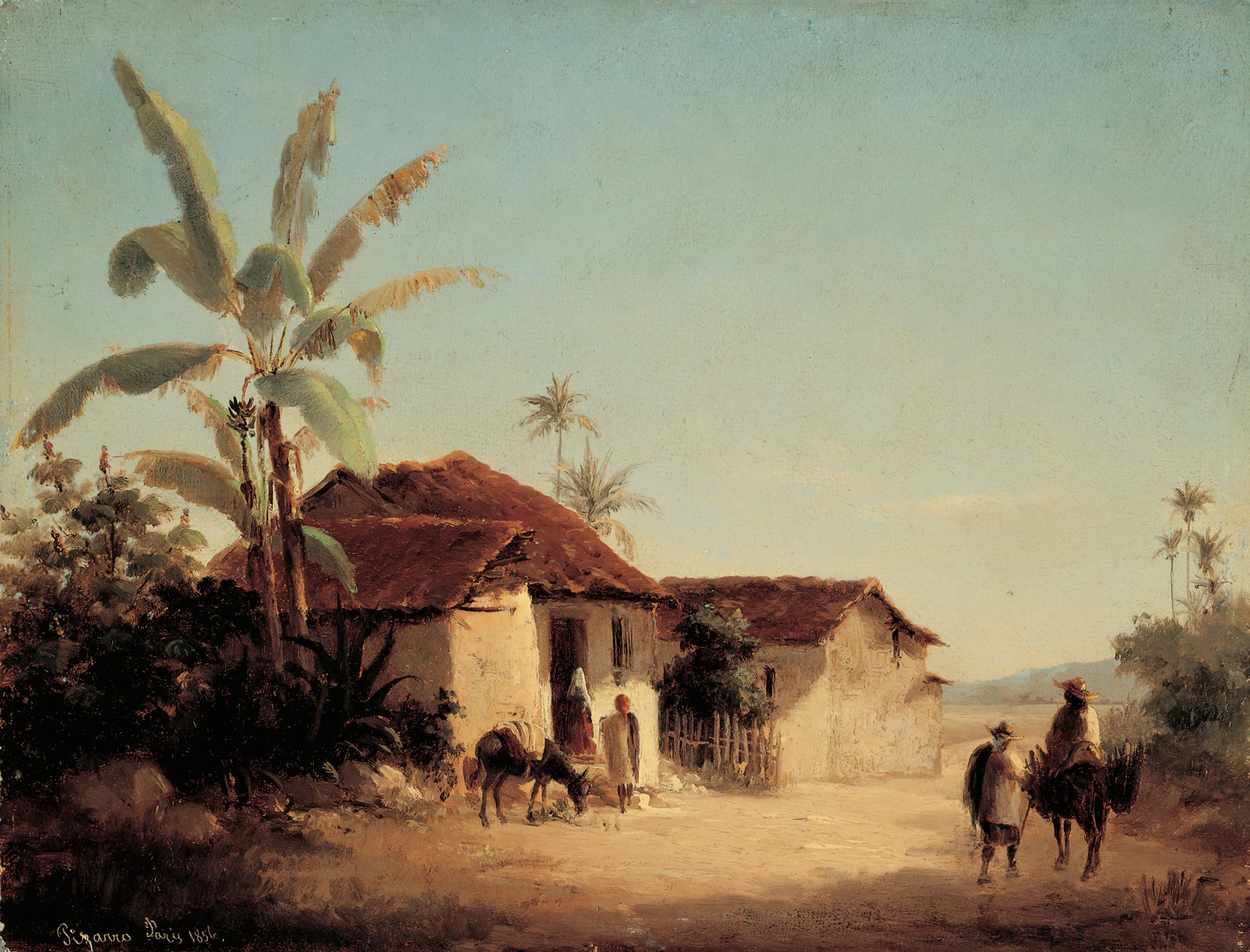
Paysage avec masures et palmiers
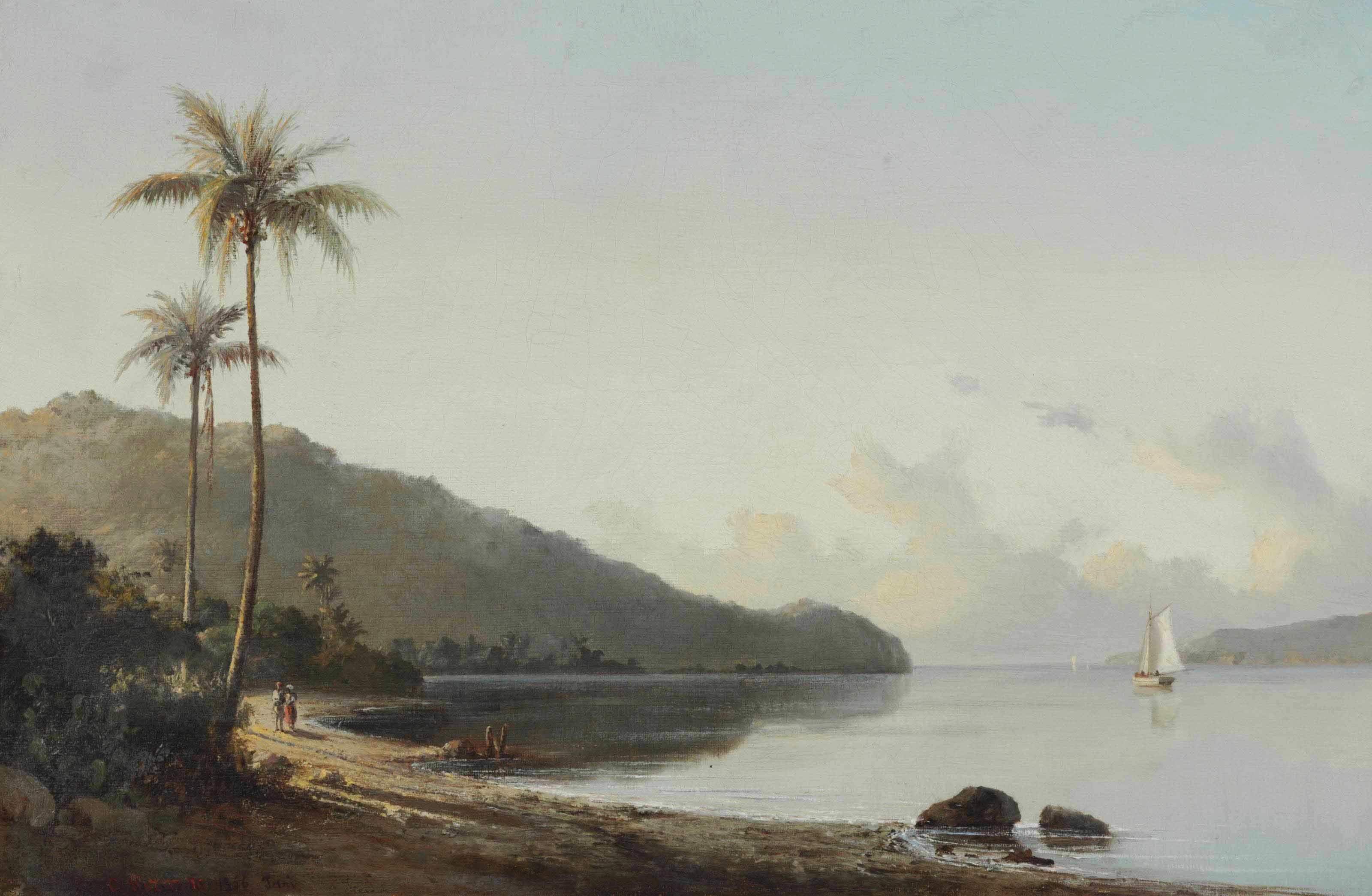
Crique avec voilier
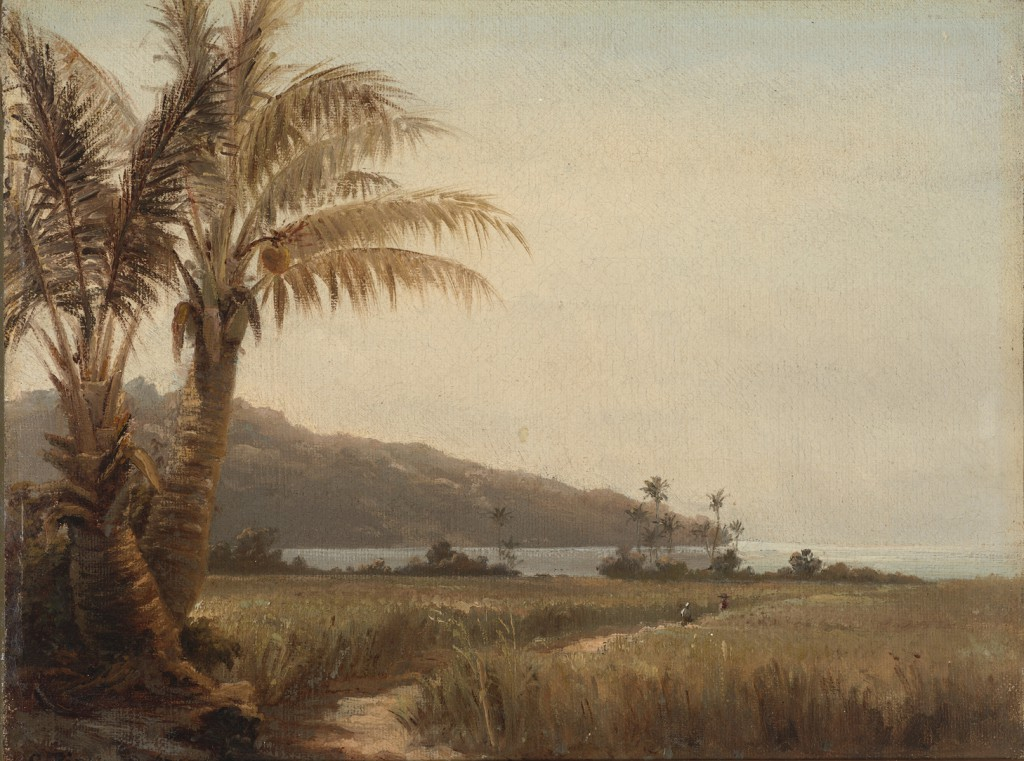
Cocotiers au bord de la mer, St. Thomas
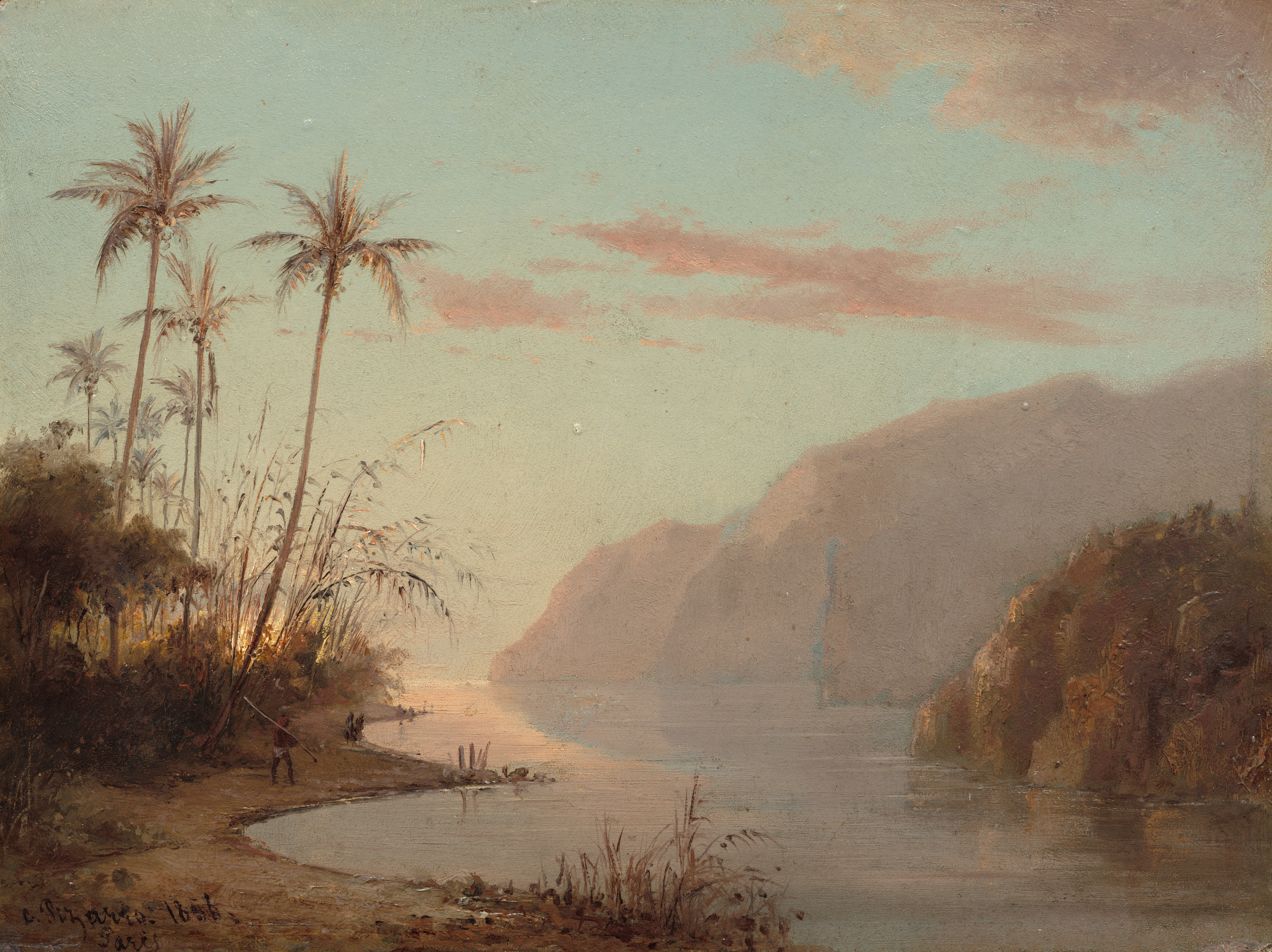
Crique avec palmiers

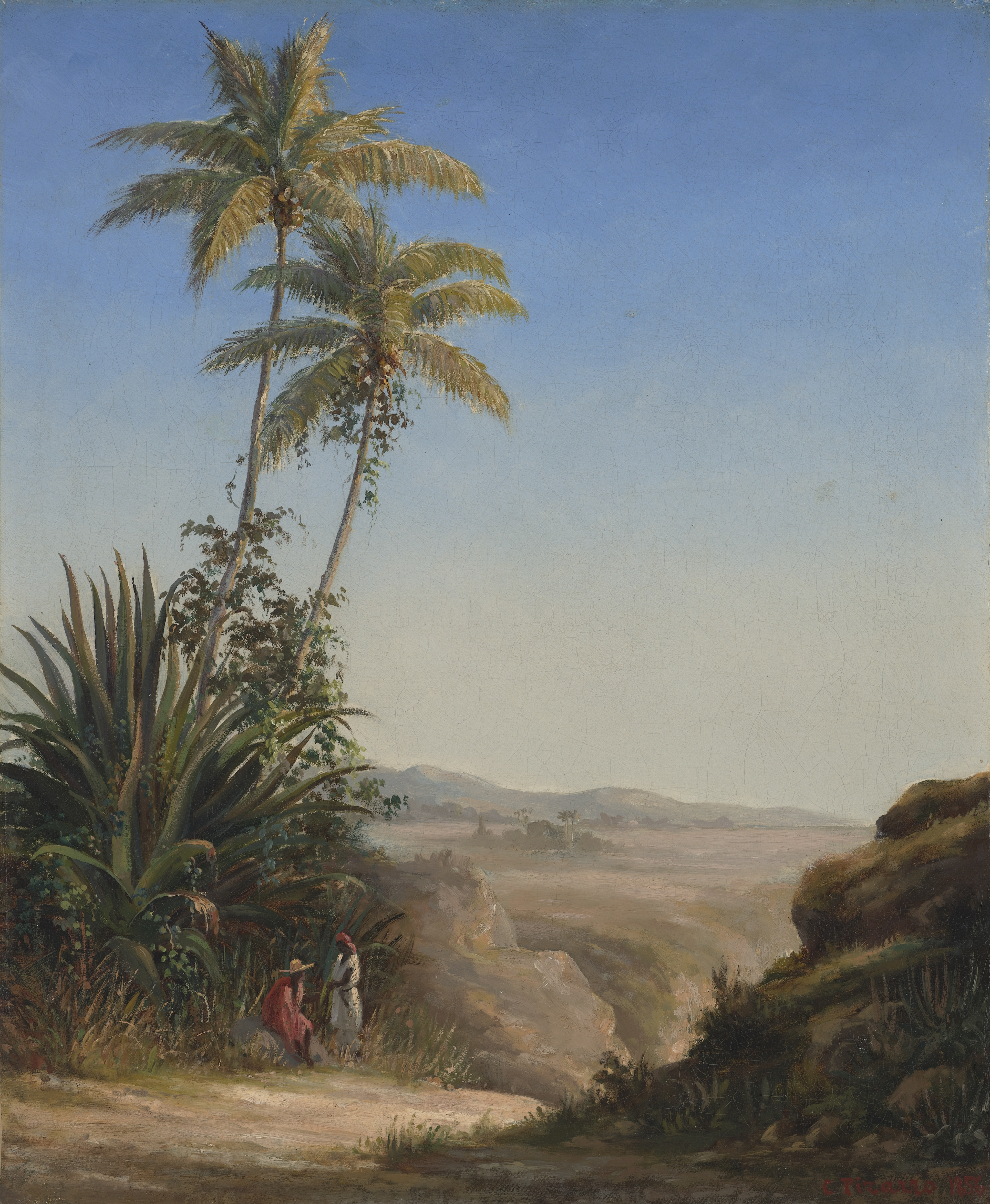
Deux personnages causant sur le bord d'une route
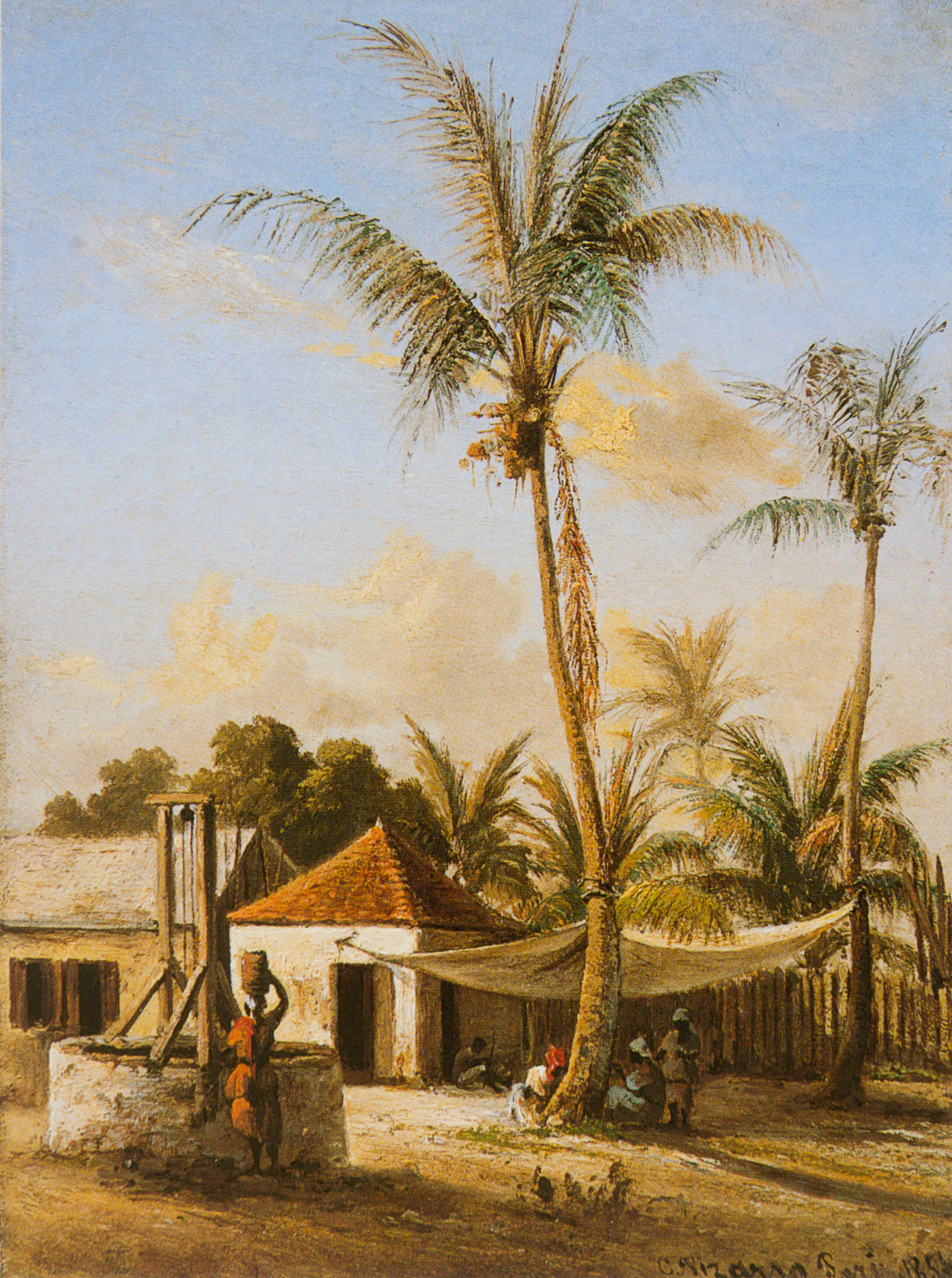
Personnages se reposant dans un village près d'un puits

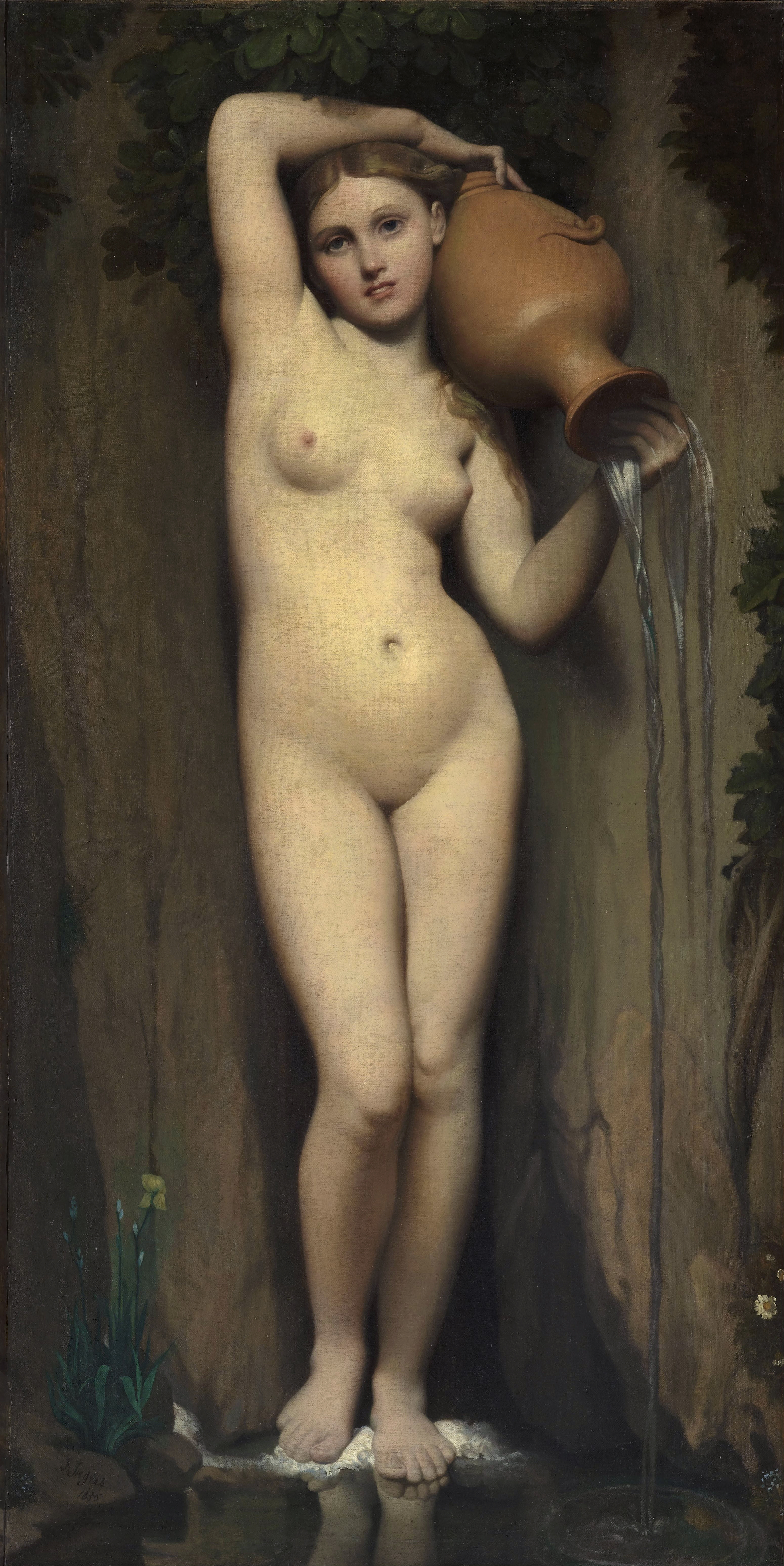
Jean-Auguste-Dominique Ingres: La source (Die Quelle), 1820–1856. Öl auf Leinwand, 163 × 80 cm. Musée d’Orsay, Paris

Jean-Auguste-Dominique Ingres vollendet nach 36 Jahren sein Ölgemälde La source. Ingres präsentiert das Werk zunächst in seinem Atelier einer kleinen Gruppe seiner Malerfreunde, die es begeistert aufnimmt. 

### Mode

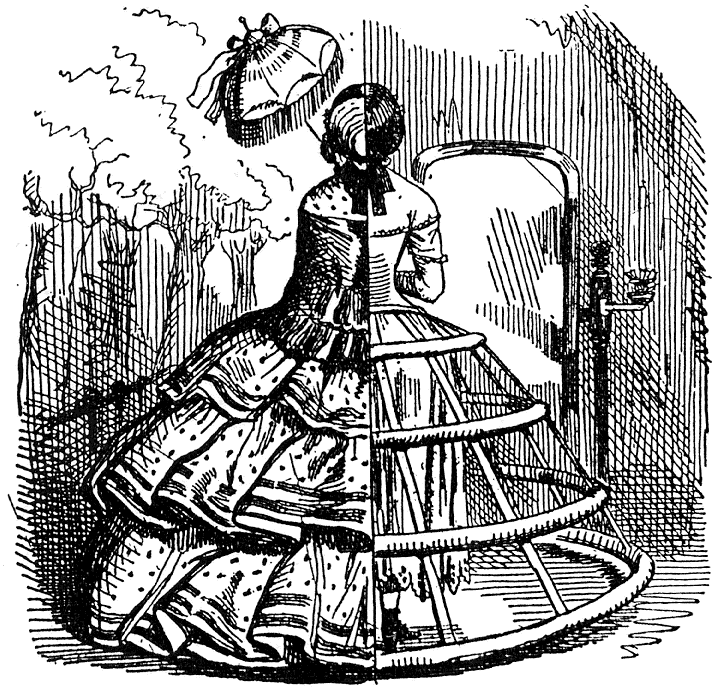
Mode 1856: Krinoline in einer Querschnittsdarstellung des Punch-Magazins vom August

In der Mode setzt sich die Krinoline aus England kommend in einer Version mit Stahlbändern durch. 

### Museen und Ausstellungen
Die National Portrait Gallery in London wird eröffnet. Es ist die erste öffentliche Nationalgalerie der Welt, die dem Porträt gewidmet ist. 

### Sonstiges
Édouard Manet verlässt nach sechs konfliktreichen Jahren die Atelierklasse von Thomas Couture und bezieht mit dem befreundeten Tiermaler Albert de Balleroy ein eigenes Atelier in der Rue Lavoisier in Paris. Über Manets Schaffen bis 1859, der Zeit, in der die Ateliergemeinschaft mit Balleroy in der Rue Lavoisier besteht, ist nur wenig bekannt. Ein Grund hierfür ist, dass es kaum Aufzeichnungen von Manet oder seinen Zeitgenossen zur Entstehung der frühen Arbeiten gibt. Erschwert wird die zeitliche Zuordnung der frühen Gemälde zudem durch Manets Arbeitsweise, bei der er seine Werke über Jahre hinweg immer wieder überarbeitet. Darüber hinaus hat Manet später einen Teil seiner frühen Bilder vernichtet. Die erhaltenen Bilder der ersten Jahre lassen noch keinen eigenen Stil des Künstlers erkennen. So kopiert er, wie zur Lehrzeit bei Couture, Gemälde Alter Meister. 

## Geboren

### Geburtsdatum gesichert
- 08. Januar: Elizabeth Taylor, US-amerikanische Malerin, Botanikerin, Journalistin und Globetrotterin († 1932)

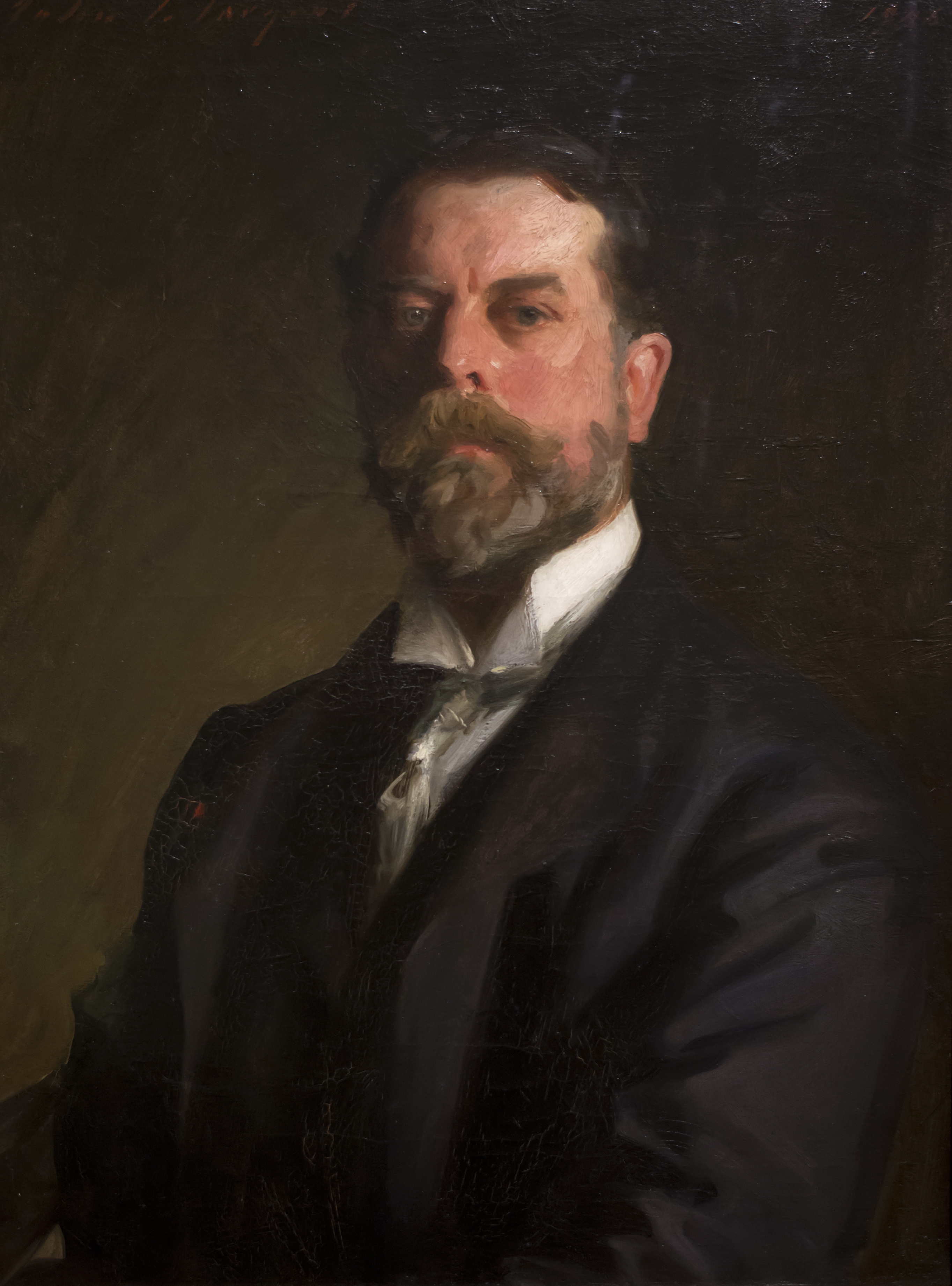
John Singer Sargent: Selbstbildnis, Öl auf Leinwand, 1906, Uffizien

- 12. Januar: John Singer Sargent, US-amerikanischer Maler († 1925)
- 22. Januar: Martha Nopitsch, deutsche Malerin († 1939)
- 08. Februar: Alfredo Valenzuela Puelma, chilenischer Maler († 1909)

- 07. März: Violet Manners, Duchess of Rutland, britische Kunstmäzenin und Künstlerin († 1937)
- 08. März: Colin Campbell Cooper, US-amerikanischer Architektur-, Landschafts-, Interieur- und Porträtmaler sowie Lehrer und Schriftsteller († 1937)
- 17. März: Michail Wrubel, russischer Maler († 1910)
- 21. März: David Lorenz, deutscher Maler († 1907)
- 27. März: William Goldman, US-amerikanischer Fotograf († 1922)
- 29. März: Carl Kopp, deutscher Zeichenlehrer und Amateurentomologe († 1917)
- 30. März: Dora Hitz, deutsche Malerin, Hofmalerin des rumänischen Königshauses und Mitbegründerin der Berliner Secession († 1924)

- 01. April: Bill Traylor, afroamerikanischer autodidaktischer Zeichner und Maler († 1949)
- 04. April: Carl Johann Becker-Gundahl, deutscher Kirchenmaler und Zeichner († 1925)
- 06. April: Arthur von Gwinner, deutscher Bankier, Politiker und Kunstmäzen († 1931)

- 18. Mai: Antonio Chiattone, Schweizer Bildhauer († 1904)
- 20. Mai: Henri Edmond Cross, französischer Maler († 1910)
- 29. Mai: Heinrich Lessing, deutscher Portrait- und Landschaftsmaler († 1930)
- 30. Mai: Adolf Chelius, deutscher Maler († 1923)

- 07. Juni: Victor Attinger, schweizerischer Fotograf und Verleger († 1927)
- 16. Juni: Karl Gundelach, deutscher Bildhauer († 1920)
- 17. Juni: Franz Roubaud, russischer Maler († 1928)
- 21. Juni: Chū Asai, japanischer Maler († 1907)

- 22. August: Emanuel von Seidl, deutscher Architekt und Ingenieur († 1919)
- 23. August: Leonti Nikolajewitsch Benois, russischer Architekt († 1928)
- 24. August: Wilhelm Neumann-Torborg, deutscher Bildhauer († 1917)

- 03. September: Louis Sullivan, US-amerikanischer Architekt († 1924)
- 18. Oktober: Eduard Ameseder, österreichischer Maler († 1938)
- 19. Oktober: Rudolf Koch, deutscher Pressezeichner († 1921)

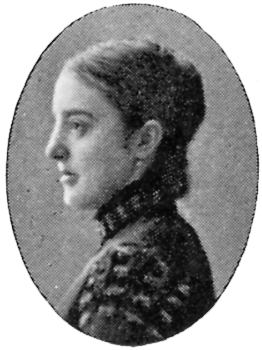
Carolina Benedicks-Bruce, Fotografie von 1901

- 28. Oktober: Carolina Benedicks-Bruce, schwedische Bildhauerin und Grafikerin († 1935)
- 28. Oktober: Anna Elizabeth Klumpke, US-amerikanische Genre- und Porträtmalerin († 1942)

- 14. November: Ludwig Kandler, deutscher Porträt-, Historien- und Genremaler († 1927)
- 18. November: Joakim Frederik Skovgaard, dänischer Maler, Bildhauer und Kunsthandwerker († 1933)
- 22. November: Felix Genzmer, deutscher Baumeister und Architekt († 1929)
- 27. November: Adolph Larsen, dänischer Landschaftsmaler († 1942)

- 20. Dezember: Reginald Blomfield, britischer Landschaftsarchitekt († 1942)
- 21. Dezember: Giulio del Torre, italienischer Maler († 1932)
- 24. Dezember: Árpád Feszty, ungarischer Maler († 1914)
- 25. Dezember: Hans von Bartels, deutscher Maler († 1913)

### Genaues Geburtsdatum unbekannt
- Pierro Arrigoni, italienischer Architekt († 1940)
- José Mercedes Ortega, chilenischer Maler († 1933)

### Geboren um 1856

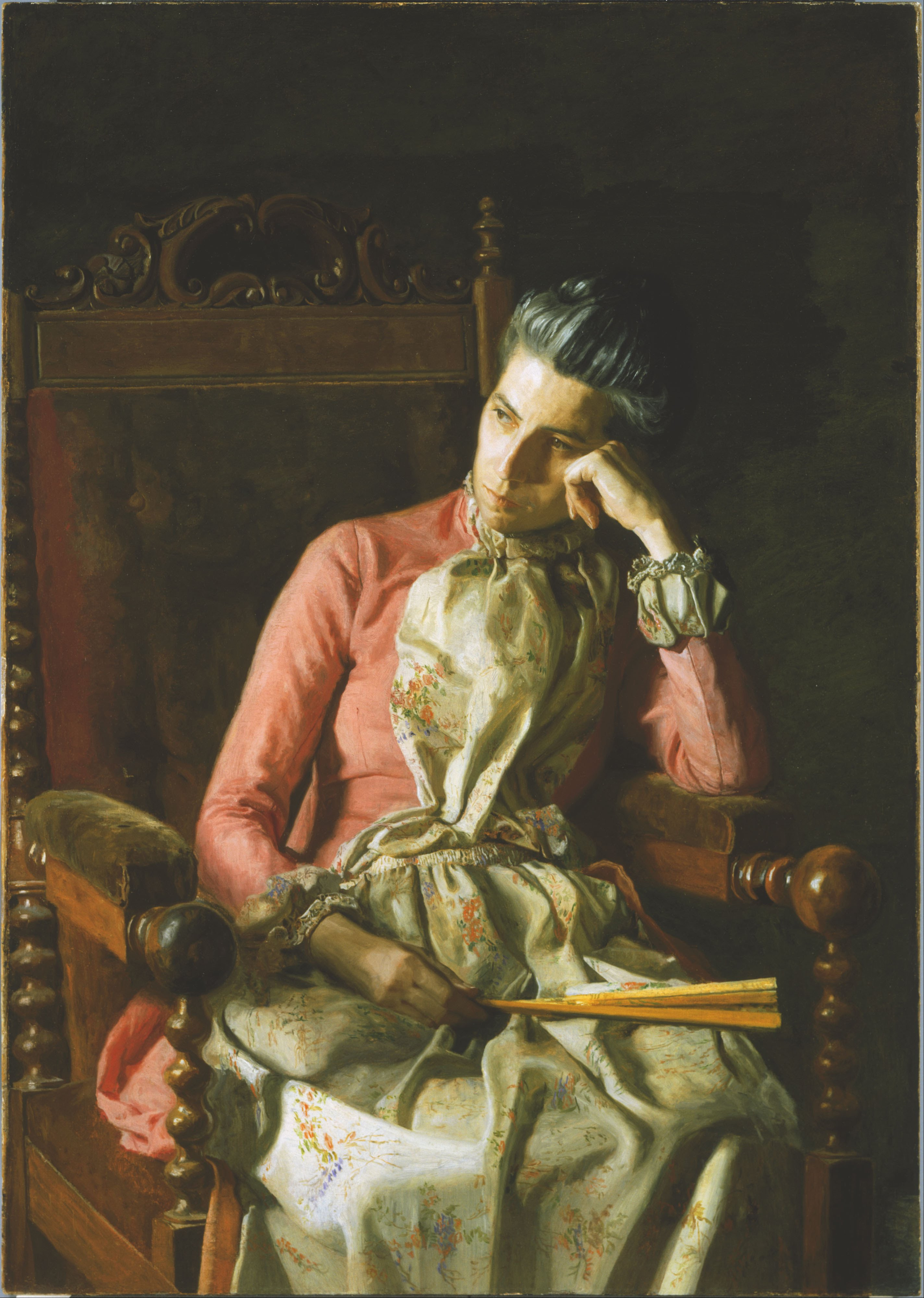
Miss Amelia Van Buren von Thomas Eakins

- Amelia Van Buren, US-amerikanische Fotografin († 1942)

## Gestorben
- 5. Januar: Pierre Jean David d’Angers, französischer Bildhauer und Medailleur (* 1788)
- 1. März: Johann Konrad Zeller, Schweizer Maler (* 1807)

- 5. April: Franz Horčička, böhmischer Porträt- und Historienmaler (* 1776)

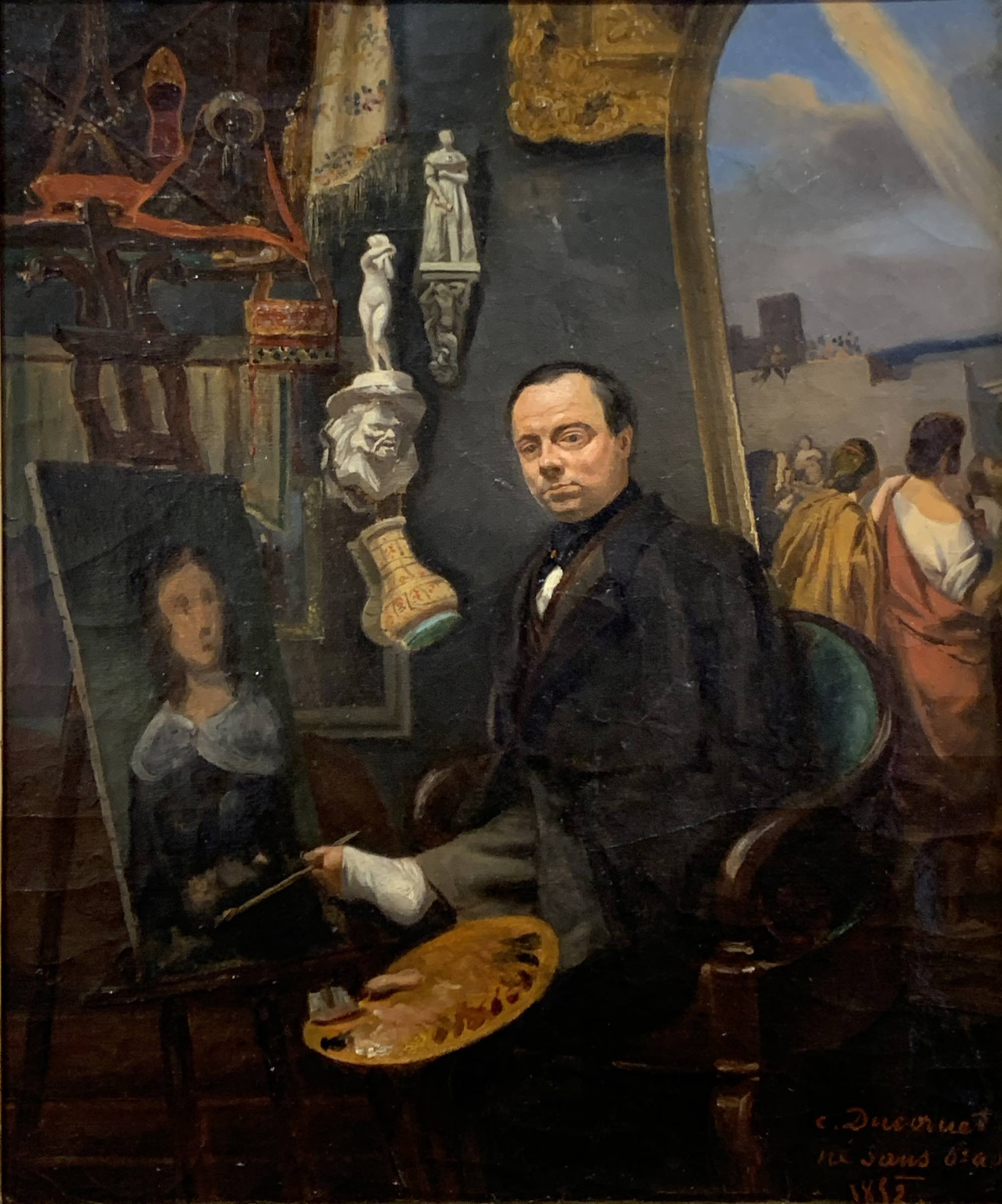
Selbstbildnis von Louis Joseph César Ducornet, 1852

- 27. April: Louis Joseph César Ducornet, französischer Maler, der mit dem Fuß malte (* 1806)

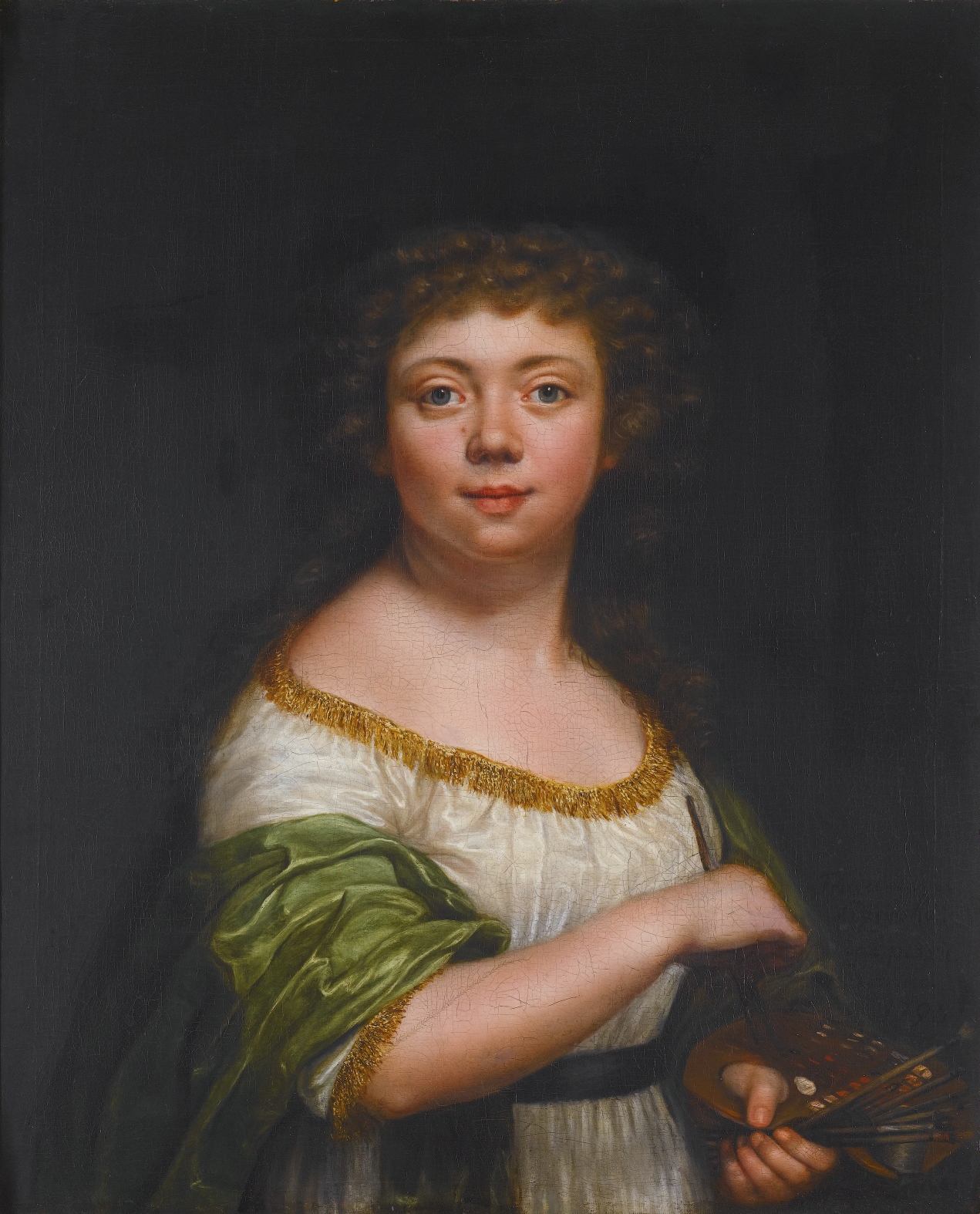
Friederike Julie Lisiewska, Selbstbildnis (1793)

- 27. April: Friederike Julie Lisiewska, deutsche Porträtmalerin (* 1772)

- 22. Juli: Thomas Doughty, US-amerikanischer Maler der Hudson River School (* 1793)
- 31. August: Giuseppe Pioda, Schweizer Architekt und Ingenieur (* 1810)

- 1. September: Richard Westmacott der Mittlere, britischer Bildhauer (* 1775)
- 3. September: Louis Marie Baptiste Atthalin, französischer Offizier, Politiker und Maler (* 1784)

- 8. Oktober: Théodore Chassériau, französischer Maler (* 1819)
- 10. Oktober: Kim Jeong-hui, koreanischer Kalligraph, Epigraphiker und Gelehrter (* 1786)
- 28. Oktober: Johann Peter Krafft, deutscher Genre-, Historien- und Porträtmaler (* 1780)

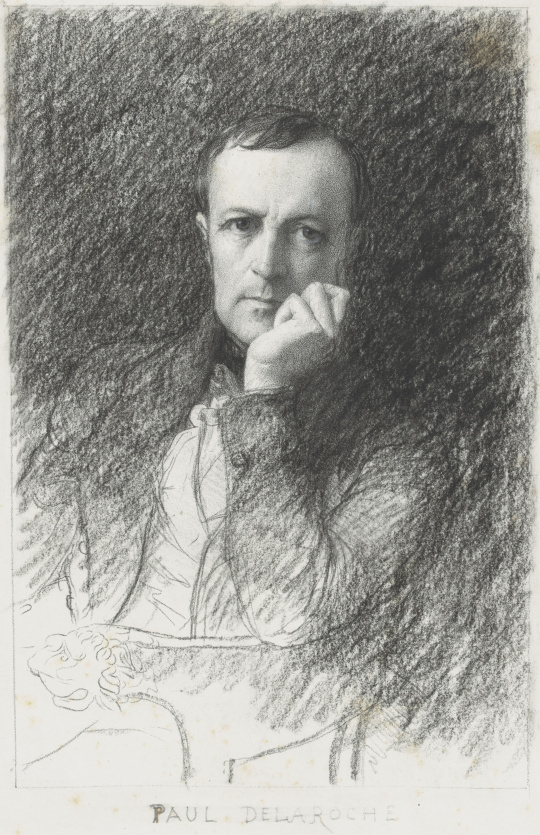
Paul Delaroche

- 4. November: Paul Delaroche, französischer Historienmaler (* 1797)
- 13. November: Ludwig Buchhorn, deutscher Maler und Graphiker (* 1770)
- 21. November: Carl von Steuben, französischer Historien- und Porträtmaler sowie Lithograf deutscher Herkunft (* 1788)
- 23. November: Thomas Seddon, britischer Landschaftsmaler (* 1821)
- 22. Dezember: Maximilian Speck von Sternburg, deutscher Kaufmann, Unternehmer und Kunstsammler (* 1776)